# Lula
För andra betydelser, se Lula (olika betydelser).
Lula är en stad och kommun i provinsen Nuoro på Sardinien med 1 384 invånare (2017). Lula gränsar till kommunerna Bitti, Dorgali, Galtellì, Irgoli, Loculi, Lodè, Onanì, Orune och Siniscola.